# کارگزار اعتباری
کارگزار اعتباری (انگلیسی: Credit broker) در حوزه‌های تجارت و حقوق، به شرکت یا فردی اطلاق می‌گردد، که بعنوان کارگزار اعتبارات مالی، مشغول به کار است. اساساً یک کارگزار اعتباری کسی است که به دنبال دریافت اعتبار مالی برای شرکت یا فردی که مایل به ارائه آن است و یک وام دهنده، با هدف دریافت کمیسیون از طرفین، می‌باشد.